# Poležan
Poležan (in bulgaro Полежан; trasl. angl.: Polezhan) è una montagna alta 2.851 m s.l.m.. Si trova nel Pirin, nel sud-ovest della Bulgaria.